# Authieux-Ratiéville
Authieux-Ratiéville ist eine französische Gemeinde mit 405 Einwohnern (Stand: 1. Januar 2022) im Département Seine-Maritime in der Region Normandie. Sie gehört zum Arrondissement Rouen und zum Kanton Bois-Guillaume (bis 2015: Kanton Clères). Die Einwohner werden Authieusais genannt.

## Geographie
Authieux-Ratiéville liegt etwa 19 Kilometer nordnordöstlich von Rouen. Umgeben wird Authieux-Ratiéville von den Nachbargemeinden Frichemesnil im Norden, Bosc-le-Hard im Nordosten, Claville-Motteville im Osten, Fontaine-le-Bourg im Süden und Südosten, Mont-Cauvaire im Südwesten sowie Clères im Westen.

## Bevölkerungsentwicklung
| 1962                      | 1968 | 1975 | 1982 | 1990 | 1999 | 2006 | 2013 |
| ------------------------- | ---- | ---- | ---- | ---- | ---- | ---- | ---- |
| 177                       | 178  | 136  | 183  | 262  | 342  | 399  | 400  |
| Quelle: Cassini und INSEE |      |      |      |      |      |      |      |

## Sehenswürdigkeiten
- Kirche Saint-Thomas-de-Cantorbéry